# Iván Bolado
Iván Bolado Palacios (Santander, 3 luglio 1989) è un ex calciatore spagnolo naturalizzato equatoguineano, di ruolo attaccante.

## Palmarès

### Nazionale
- Giochi del Mediterraneo: 1

 Pescara 2009